# Jim Carlton
James Joseph "Jim" Carlton, född 13 maj 1935 i Sydney i New South Wales, död 25 december 2015, var en australisk politiker som tillhörde Australiens liberala parti. Han var ledamot av Australiens representanthus 1977–1994 och Australiens hälsominister 1982–1983.